# Алексий IV Велики Комнин
Алексий IV Велики Комнин (на гръцки: Αλέξιος Δ΄ Μέγας Κομνηνός) е император на Трапезунд от 5 март 1417 до октомври 1429 г.

## Живот
Алексей получава от баща си титлата „деспот“ в началото на 1395 г., но очевидно аспирациите му са насочени към върховната власт, защото през 1417 г., когато умира баща му, е обвинен от аристокрацията като поръчител на неговата смърт.
Според традицията той въвежда големия си син Йоан IV Велики Комнин във властта, поверявайки му титлата „деспот“ още през 1417 г. Но отношенията между баща и син са лоши, през 1426 г. Йоан убива протовестиария (ковчежника), когото подозира в любовна връзка с императрицата и негова майка Теодора Кантакузина. След това се опитва да убие и родителите си, но е спрян и заминава за Грузия.
Смъртта на Теодора през 1426 г. потопява в скръб Алексий IV. Той обявява втория си син Александър Велики Комнин за деспот и съимператор. Но първородният му син Йоан IV Велики Комнин събира наемници, за да заеме трона, който смята, че му се полага. Алексий тръгва с войниците си насреща му, но през нощта е убит от привърженици на сина си. Според византийския историк Лаоник Халкокондил това се случва в отсъствието на втория му син Александър, който по това време е или в Константинопол, или при тъста си. Според друг източник Александър е убит още през 1428 г. Така Йоан IV Велики Комнин поема управлението на Трапезунд.

## Потомство
От брака си с Теодора Кантакузина, сключен през 1395 г., Алексий има пет деца:
- Йоан IV Велики Комнин, император на Трапезунд от 1429 до 1460 г.
- Мария Велика Комнина, омъжена за император Йоан VIII Палеолог
- Александър Велики Комнин, съимператор заедно с баща си
- Давид II Велики Комнин, последния император на Трапезунд (1458 – 1461)
- дъщеря